# Elsa Artadi i Vila
Elsa Artadi i Vila (Barcelona, 19 d'agost de 1976) és una economista i política catalana. Ha sigut portaveu de Junts per Catalunya al Parlament català i consellera de Presidència del Govern de la Generalitat de Catalunya entre maig de 2018 i març de 2019. Entre 2019 i 2022 fou regidora de l'Ajuntament de Barcelona per Junts per Catalunya. Va formar part del grup impulsor de la Crida Nacional per la República.

## Biografia
Filla d'una parella d'economistes, va estudiar a l'antic col·legi concertat Stel·la a Barcelona. Llicenciada i màster en Economia per la Universitat Pompeu Fabra (UPF), Artadi es va doctorar en Ciències Econòmiques per la Universitat Harvard gràcies a una beca de la Fundació "la Caixa". De 2006 a 2011 fou professora d'Economia de la Università Bocconi a Milà. Va ser professora visitant de la UPF i de la Barcelona Graduate School of Economics.
Durant aquesta època també va ser professora a la Fudan University de Xangai i membre del comitè científic del Banc Mundial a Casablanca (el Marroc), consultora del Banc Mundial a Washington i membre del comitè científic de l'European Economic Association. Durant aquest període va col·laborar en diversos informes amb l'economista i professor de la Universitat de Colúmbia Xavier Sala i Martín, i fou la traductora al castellà de la seva obra Apunts de creixement econòmic.
Va entrar a la Generalitat l'any 2011 com a assessora al Departament d'Economia del conseller Andreu Mas-Colell. El 2012 va participar en la proposta de pacte fiscal de CiU i va participar en diversos actes de campanya amb vista al 25 de novembre. El 2013 va ser nomenada directora general de Tributs i Joc, on va crear la Grossa de Cap d'Any. Aquest fet la va dotar de protagonisme mediàtic.
El 2015 va ser nomenada secretària d'Hisenda del Departament d'Economia, i el gener de 2016 va ser nomenada directora general de Coordinació Interdepartamental de la Generalitat de Catalunya.
L'estiu de 2016 s'afilià al Partit Demòcrata Europeu Català i el 2017 va coordinar i presidir la ponència ideològica del Partit Demòcrata, va formar part del primer equip directiu del partit, gestionant estudis i programes, però va dimitir arran del règim d'incompatibilitats. Posteriorment es donaria de baixa del partit. Tot i l'aplicació del 155 el 2017, Artadi no fou destituïda del càrrec. A les eleccions al Parlament de Catalunya del mateix any fou escollida diputada en la llista de Junts per Catalunya, candidatura de la qual fou la directora de campanya i on anava de número 10 en la llista per Barcelona. En l'inici de la dotzena legislatura, va ser la portaveu parlamentària del grup de Junts per Catalunya.
El 29 de maig de 2018 Quim Torra la va nomenar portaveu del Govern i consellera de la Presidència. Sota el seu mandat, es va elaborar l'informe sobre els efectes de l’aplicació de l'article 155 de la Constitució Espanyola. Artadi va ocupar la Conselleria fins al març de 2019, quan va emprendre la campanya a l'alcaldia de l'Ajuntament de Barcelona. Anava de número 2 de Junts per Catalunya, per darrere de Joaquim Forn.
El gener de 2022 va ser proclamada com a precandidata de Junts per a les eleccions municipals de Barcelona, però el 6 de maig del mateix any va renunciar a la candidatura, anunciant alhora la seva retirada de la política per raons personals. Va ser reemplaçada per Joan Rodríguez i Portell.

## Vida privada
Té un germà, Patrici Patrick Artadi Vila. La seva parella és l'advocat i polític català Heribert Padrol i Munté. Entre les seves aficions destaquen el ioga, la carrera a peu, el dibuix a llapis i la pintura en aquarel·les.